# Petr Garabík
Petr Garabík (Jeseník, 1º gennaio 1970) è un allenatore di biathlon ed ex biatleta ceco. Fino alla dissoluzione della Cecoslovacchia (1993) gareggiò per la
nazionale cecoslovacca.
È marito di Magda Rezlerová, a sua volta biatleta di alto livello.

## Biografia

### Carriera sciistica
In Coppa del Mondo ottenne il primo risultato di rilievo il 15 dicembre 1988 ad Albertville Les Saisies (29°), il primo podio il 15 gennaio 1994 a Ruhpolding (2°) e l'unica vittoria il 3 dicembre 2000 a Hochfilzen/Anterselva.
In carriera prese parte a tre edizioni dei Giochi olimpici invernali, Lillehammer 1994 (21° nella sprint, 11° nell'individuale, 12° nella staffetta), Nagano 1998 (56° nella sprint, 53° nell'individuale, 14° nella staffetta) e Salt Lake City 2002 (47° nella sprint, 25° nell'individuale, 5° nella staffetta), e a dieci dei Campionati mondiali, vincendo una medaglia.

### Carriera da allenatore
Dopo il ritiro è diventato allenatore dei biatleti nei quadri della nazionale statunitense.

## Palmarès

### Mondiali
- 1 medaglia:
  - 1 argento (gara a squadre[3] ad Anterselva 1995)

### Coppa del Mondo
- Miglior piazzamento in classifica generale: 15º nel 1994
- 3 podi (1 individuale, 2 a squadre[2]), oltre a quello ottenuto in sede iridata e valido anche ai fini della Coppa del Mondo:
  - 1 vittoria (a squadre)
  - 2 secondi posti (1 individuale, 1 a squadre)

#### Coppa del Mondo - vittorie
| Data            | Località              | Nazione        | Spec.                                               |
| --------------- | --------------------- | -------------- | --------------------------------------------------- |
| 3 dicembre 2000 | Hochfilzen Anterselva | Austria Italia | RL (con Ivan Masařík, Tomáš Holubec e Zdeněk Vítek) |

Legenda:

RL = staffetta